# Moura (Santo Agostinho e São João Batista) e Santo Amador
Moura (Santo Agostinho e São João Batista) e Santo Amador (oficialmente, União de Freguesias de Moura (Santo Agostinho e São João Batista) e Santo Amador) é uma freguesia portuguesa do município de Moura, com 287,42 km² de área e 8039 habitantes (censo de 2021). A sua densidade populacional é 28 hab./km².

## História
Foi criada aquando da reorganização administrativa de 2012/2013,  resultando da agregação das antigas freguesias de Santo Agostinho e São João Baptista e Santo Amador.

## Demografia
A população registada nos censos foi:
| Distribuição da População por Grupos Etários | Distribuição da População por Grupos Etários | Distribuição da População por Grupos Etários | Distribuição da População por Grupos Etários | Distribuição da População por Grupos Etários | Distribuição da População por Grupos Etários |
| -------------------------------------------- | -------------------------------------------- | -------------------------------------------- | -------------------------------------------- | -------------------------------------------- | -------------------------------------------- |
| Antes da agregação                           |                                              |                                              |                                              |                                              |                                              |
| Ano                                          | 0-14 anos                                    | 15-24 anos                                   | 25-64 anos                                   | >= 65 anos                                   | Total                                        |
| 2001                                         | 1573                                         | 1305                                         | 4985                                         | 1815                                         | 9678                                         |
| 2011                                         | 1498                                         | 969                                          | 4476                                         | 1888                                         | 8831                                         |
| Após a agregação                             |                                              |                                              |                                              |                                              |                                              |
| Ano                                          | 0-14 anos                                    | 15-24 anos                                   | 25-64 anos                                   | >= 65 anos                                   | Total                                        |
| 2021                                         | 1301                                         | 933                                          | 3853                                         | 1952                                         | 8039                                         |